# La doña (telenovela de 2010)
La doña es la tercera telenovela paraguaya hecha y transmitida por el canal de televisión Telefuturo y la primera a ser grabada parcialmente en el extranjero específicamente, en Madrid (España) los otros escenarios utilizados son Encarnación y Asunción en Paraguay. Protagonizada por Lourdes Llanes y Nico García  con las participaciones antagónicas de Natalia Nebbia, Andrea Quattrocchi y Carlos Piñánez. La doña se incorpora así a la ficción paraguaya con una mayor inversión y una historia que toca a varios ciudadanos paraguayos: la Inmigración. Se estrenó el domingo 21 de marzo de 2010 y su transmisión se realizó de lunes a viernes a las 21:00 h, el 16 de agosto de 2010 fue trasladada a las 19:00 h. Tuvo su fin después de 130 episodios y más de seis meses el día 30 de septiembre de 2010.

## Argumento
Francisca tuvo una hija, Yerutí, con Manuel, un empresario del campo y dueño de una flota de taxis asuncenos. Manuel, hombre mayor y casado con la joven Anahí, nunca reconoció la hija que tuvo con su empleada Francisca. Francisca deja a su hija pequeña y a su madre para ir a trabajar a Madrid como doméstica y así asegurarles al menos, el sustento y el estudio. Yerutí creció con su abuela en Encarnación, con la creencia de que su padre murió y sus cenizas fueron arrojadas al río, Yerutí nunca tuvo fiesta de 15 años. Es por eso que al cumplir los 17 años, su madre envía dinero desde España para que tenga un gran festejo, pero en medio de la celebración, aparecerá un hombre extraño de nombre Salvador. Este caballero hará que Yerutí descubra el secreto más desgarrador y también el amor. Francisca vuelve urgente de España para encontrarse con una hija que la desconoce como madre. Francisca deberá volver a ganarse el cariño de su hija y enfrentarse a viejos enemigos como Anahí y su amante Rubén que desean arrebatarle la herencia dejada por el difunto Manuel a Yeruti al igual que enfrentarse al amor que después de tanto tiempo aparece en su vida de la mano de un noble y atractivo taxista de nombre Lucio.

## Banda sonora
La telenovela, tiene dos bandas sonoras principales:
- El tema de Apertura y de Cierre de La Doña, es Tanto amor te va a matar, Original de Brian May e Interpretada en Español por la cantante paraguaya Myriam Velázquez.
- El tema de Lucio, el Taxista, es Tu Amor me Mata, cantada por Nicolás García y acompañada del grupo de Cumbia Los Filomenos.

## Elenco
- Lourdes Llanes: Francisca (La Doña)
- Nico García: Lucio Esteban Ibañez
- Carlos Piñánez: Rubén Ramírez Velazco (antagonista)
- Natalia Nebbia: Anahí Martínez de Santacruz (antagonista)
- Juan Carlos Cañete: Manuel Santacruz
- Cristina Logan: Fidelina
- Hernan Melgarejo: Salvador Ramírez Velazco
- Cecilia Villalba: Yeruti
- Jean Clemotte: Nico Ramírez Velazco
- Nicole Benítez: Daniela "Dany"
- Horacio Adorno: Pablo "Pablito"
- Andrea Quattrocchi: Beatriz Andrea Ramírez Velazco
- Miguel Escoz: Facundo, "el Kurepa"
- Leticia Medina: Rosa
- Alicia Arce: Juana
- Héctor Silva: Mauro
- Michel Venegas: entrenador
- Anuncio Galeano: médico
- Wilfrido Acosta: médico
- Carlos Ortellado: Dr. Rodrigo Gómez
- Marisa Monutti: Lucía
- Tamara D'Jundi: Erika
- Gustavo Cabañas: Charly Moya
- Johnny Kim: Jimmy "El Chino"
- Gustavo Ilutovich: ministro
- Amparo Velázquez: Laura